# Yizhak Ahren

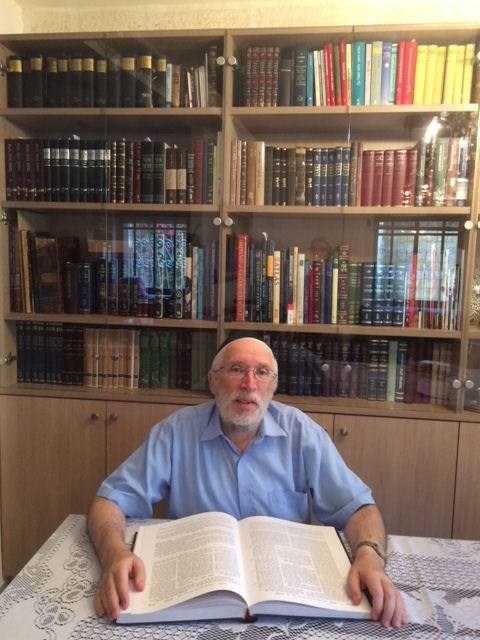
Yizhak Ahren (2015)

Yizhak Ahren, auch Jizhak Ahren (geboren 16. Dezember 1946 in Jerusalem), ist ein deutscher Psychologe und ehemaliger Hochschullehrer an der Universität zu Köln.

## Leben und Wirken
Yizhak Ahren, Sohn von Rückkehrern aus Israel und praktizierender orthodoxer Jude, absolvierte ab 1966 ein Studium der Psychologie an der Philosophischen Fakultät der Universität zu Köln, das er 1972 mit einem Diplom abschloss. Im Jahr 1976 folgte mit einer Arbeit zum Thema Gemeinschaftsleben als Konstruktionsproblem. Psychologische Untersuchung einer Gruppe der amerikanisch-jüdischen Gegenkultur seine Promotion zum Dr. phil. Seine Habilitationsschrift Psychoanalytische Behandlungsformen. Untersuchungen zur Geschichte und Konstruktion der analytischen Kurzpsychotherapie verfasste er 1996 ebenfalls an der Universität zu Köln.
Anschließend arbeitete Ahren als Schulpsychologe an der Anna-Freud-Schule des Landschaftsverbands Rheinland (LVR) in Köln und als Lehrender an der Humanwissenschaftlichen Fakultät der Universität zu Köln. Ahren ist ein Vertreter der psychologischen Morphologie. Als Professor für Psychologie setzte er sich insbesondere mit Kulturpsychologie und Medienpsychologie auseinander.
Während seiner Jahre in Deutschland war Ahren aktives Mitglied in der Synagogen-Gemeinde Köln und wirkte dort ehrenamtlich als Tora-Lehrer.
Er hielt zahlreiche Vorträge über die jüdische Religion und die Stationen im jüdischen Lebenszyklus, so beispielsweise im Februar 2010 im LVR-Kulturhaus Landsynagoge Rödingen, einer profanierten Landsynagoge, die erst wenige Monate zuvor als Kulturhaus wiedereröffnet worden war. Im März 2010 lautete das Thema seines Vortrags in der Gedenkstätte Landjuden an der Sieg in Windeck-Rosbach „Kaschrut und Schächten“. Ahren verkörpere „vorbildhaft die jüdische Verpflichtung zu lebenslangem Lernen und Lehren“, so die Judaistin Monika Grübel.
Nach seiner Emeritierung verlegte Ahren seinen Wohnsitz nach Jerusalem. Er beschäftigt sich weiterhin mit jüdischer Religionslehre und schreibt regelmäßig für die Jüdische Allgemeine.

## Schriften (Auswahl)

### Als Autor
Aufsätze
- Rabbi Israel Salanter und das Unbewusste. In: Udim, Band 6 (1975/76), S. 9–11, ISSN 0342-2348
- Rabbiner Breuers Frankfurter Jeschiwa. In: Udim, Band 14/15 (1990), S. 28–37, ISSN 0342-2348

Monographien
- Gemeinschaftsleben als Konstruktionsproblem. Psychologische Untersuchung einer Gruppe der amerikanisch-jüdischen Gegenkultur. Dissertation, Universität Köln 1976.
- zusammen mit Christoph B. Melchers, Werner Seifert und Werner Wagner: Das Lehrstück „Holocaust“. Zur Wirkungspsychologie eines Medienereignisses. Westdeutscher Verlag, Opladen 1982, ISBN 3-531-11544-8.
- zusammen mit Stig Hornshøj-Møller, Christoph B. Melchers: „Der ewige Jude“. Wie Goebbels hetzte. Untersuchungen zum nationalsozialistischen Propagandafilm. 1. Aufl. Alano-Verlag, Aachen, 1990, ISBN 3-89399-110-7.
- Psychoanalytische Behandlungsformen. Untersuchungen zur Geschichte und Konstruktion der analytischen Kurzpsychotherapie. (Schriften zur psychologischen Morphologie; Bd. 5). Bouvier Verlag, Bonn 1996, ISBN 3-416-02659-4 (zugl. Habilitationsschrift, Universität Köln).
- Verknüpfungspunkte. Warum gerade dieser Psalm? Aaronis-Collection, Aspach 2010, ISBN 978-3-936524-23-9.

### Als Herausgeber
- Warum sehen wir Filme? Materialien zur Filmpsychologie. Alano-Herodot-Verlag, Aachen 2000, ISBN 978-3-89399-243-0.